# Daruszentmiklós, Fejér
Daruszentmiklós  este un sat în districtul Dunaújváros, județul Fejér, Ungaria, având o populație de 1.320 de locuitori (2011). 

## Demografie
Componența etnică a satului Daruszentmiklós
     Maghiari (98,17%)
     Necunoscut (0,29%)
     Alții (1,54%)
Componența confesională a satului Daruszentmiklós
     Fără religie (29,47%)
     Romano-catolici (28,18%)
     Reformați (3,86%)
     Necunoscută (36,89%)
     Alte religii (2,5%)
Conform recensământului din 2011, satul Daruszentmiklós avea 1.320 de locuitori. Din punct de vedere etnic, majoritatea locuitorilor (98,17%) erau maghiari. Apartenența etnică nu este cunoscută în cazul a 0,29% din locuitori. Nu există o religie majoritară, locuitorii fiind persoane fără religie (29,47%), romano-catolici (28,18%) și reformați (3,86%). Pentru 36,89% din locuitori nu este cunoscută apartenența confesională.